# Vandets kredsløb
Vandets kredsløb, også kendt som det hydrologiske cyklus, er indenfor hydrologien en betegnelse for vands konstante bevægelse på, over og under Jordens overflade. Vandmassen på Jorden forbliver relativt konstant henover tid, men opdelingen af vandet i de store områder med is, ferskvand, saltvand og atmosfærisk vand varierer afhængigt af en lang række klimatiske variabler. Vandet bevæger sig fra typisk fra et sted til et andet, såsom fra floder til hav, eller fra havet til atmosfæren, via de fysiske processer fordampning, kondensering, nedbør, infiltration, etc. Ved disse processer gennemgår vandet flere former: flydende, fast (is) og damp.
| Geologi | Spire Denne artikel om geologi er en spire som bør udbygges. Du er velkommen til at hjælpe Wikipedia ved at udvide den. |